# Onuxodon margaritiferae
Onuxodon margaritiferae är en fiskart som först beskrevs av Hialmar Rendahl 1921.  Onuxodon margaritiferae ingår i släktet Onuxodon och familjen nålfiskar. Inga underarter finns listade i Catalogue of Life.